# عبد السلام محمودي
عبد السلام محمودي مواليد 30 ديسمبر 1935 - الوفاة 16 فبراير 2018، هو لاعب كرة مضرب جزائري سابق فاز بالميدالية البرونزية (فردي وزوجي) في ألعاب البحر الأبيض المتوسط 1975.

## المشوار المهني
مثّل عبد السلام محمودي الجزائر في بطولة كأس ديفيز في عام 1977 و1978.